# Guerras semínolas
Las Guerras Semínolas, también conocidas como la Guerra de la Florida, fueron una serie de conflictos armados entre los indígenas semínolas y Estados Unidos en los estados de Florida, Alabama y Georgia. 
La primera guerra semínola se desarrolló entre 1817 y 1818 y supuso la invasión estadounidense de la Florida española. La segunda guerra semínola transcurrió entre 1835 y 1842, siendo la guerra estadounidense más larga hasta la guerra de Vietnam en el siglo XX. La tercera guerra semínola tuvo lugar entre 1855 y 1858. 

## Antecedentes

### Florida española
Florida fue explorada por el español Juan Ponce de León en 1521, quedando este territorio incorporado al hispanoamericano virreinato de Nueva España, un vasto territorio que abarcaba desde Filipinas a Cuba.  La conquista española del territorio americano comprendió tanto acciones bélicas como acuerdos diplomáticos que condujeron a una población mestiza. El principal interés español en Florida fue San Agustín, la población más antigua de los actuales EE. UU. Además, España emprendió desde 1526 una labor misional entre los indígenas Jororo, Timucua, Guale o Apalache, quienes se beneficiaban de las leyes indianas. Otros indígenas en Florida española fueron los calusa y sus descendientes yuchis, y los tequesta, que residían en ranchos dedicados a la pesca.
A principios del siglo XVIII Reino de Gran Bretaña amplió su colonia de la provincia de Carolina arrasando las misiones del norte de la Florida. El tratamiento a los indígenas dispensado por los ingleses en sus Trece Colonias supuso la huida de numerosos pueblos hacia la Florida española. Tal fue el caso de los yamasees (1715), los creeks, los mikasukis en el  lago Miccosukee o los o mikasuki oconee liderados por el cacique Cowkeeper en la pradera Alachua (Paynes pairiee en inglés). El origen de la palabra seminola es incierto, pudiendo proceder de la denominación de cimarrones a los creeks de Alachua otorgada por los españoles de San Agustín. Además, España acogió a cuantos esclavos huían de las colonias inglesas, siendo fuerte Mosé (1738) la primera población fundada por esclavos huidos de Carolina. En 1740 una milicia de fuerte Mosé repelió un ataque de castigo de soldados escoceses mandados desde Georgia. El mestizaje entre los indígenas de la Florida y los negros dio lugar a los seminolas negros, quienes podían ser esclavos o personas libres. Según manifestara Joshua Reed Giddings en el siglo XIX, la esclavitud en La Florida distaba de parecerse a la practicada en las colonias inglesas ya que en el caso español se asemejaba al vasallaje por el que el esclavo conservaba a su familia y debía pagar una contribución en trabajo, cosecha o ganado.

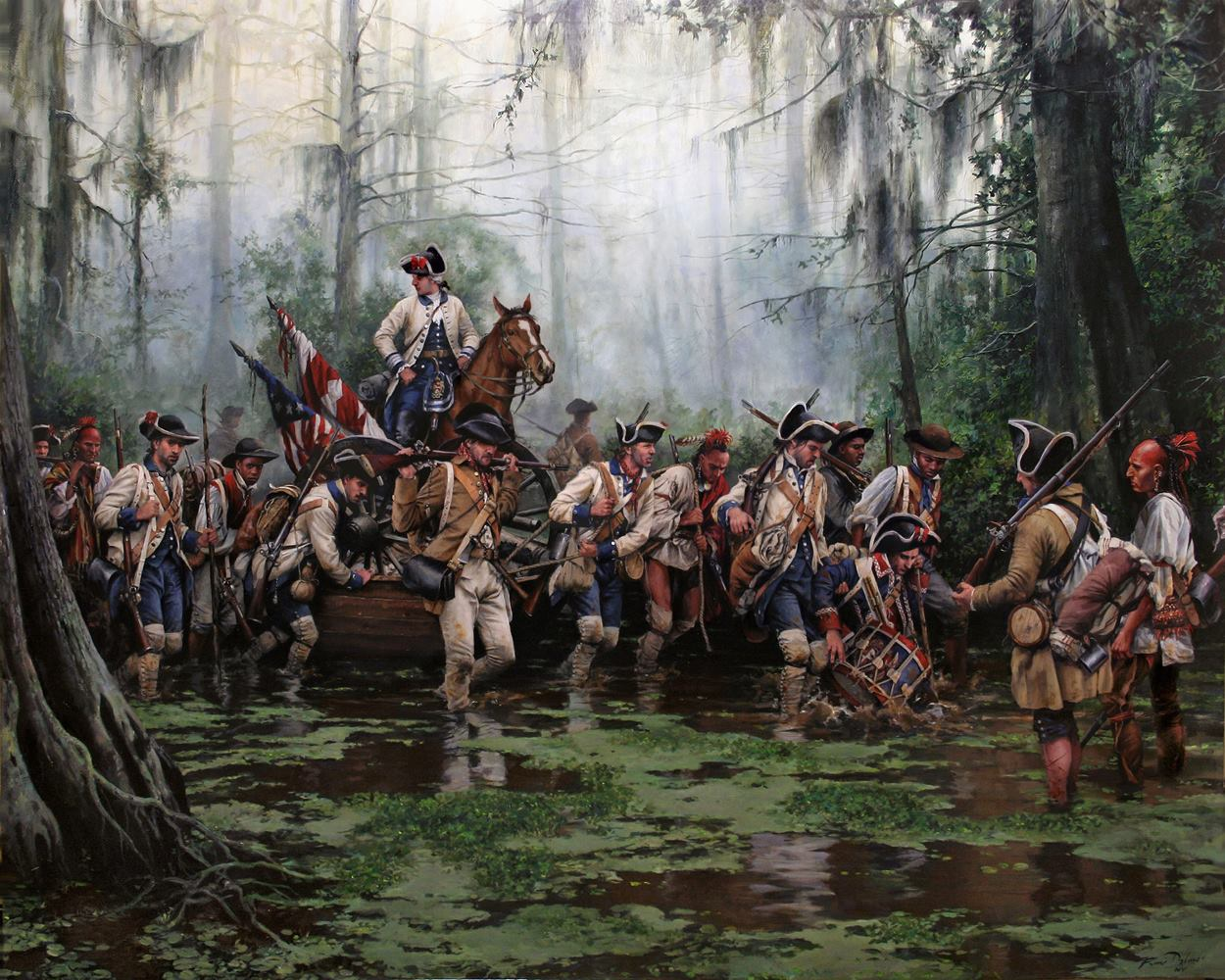
La marcha de Gálvez, sobre la batalla de Baton Rouge (1779) durante la guerra de Independencia de los EE. UU.

A consecuencia de la traumática captura de La Habana (1762) por Gran Bretaña durante la guerra Anglo-Española, España cedió Florida a Gran Bretaña (1763), lo que supuso el exilio de los españoles de Florida en el resto de la Capitanía General de Cuba.
Durante la guerra de Independencia de EE. UU., los seminolas de Las Floridas fueron reclutados por Reino Unido en las campañas en la frontera con Georgia. Sin embargo, las acciones de Bernardo de Gálvez desde la Luisiana española lograron recuperar la soberanía española de Florida, ratificada en el tratado de París (1783). España renunció a los territorios al norte del paralelo 31 en el tratado de San Ildefonso (1796). La principal presencia española se materializó en San Agustín, San Marcos de Apalache y Panzacola, mientras que los indígenas continuaban poblando el resto del territorio de Florida al amparo de los españoles. 
En 1803 EE. UU. compró la Luisiana francesa a Napoleón Bonaparte. Aprovechando el gobierno francés de España y para asegurarse el control del comercio del río Misisipi el ejército de Claiborne invadió la Florida Occidental en 1810, haciéndose con Baton Rouge y Biloxi. Las pretensiones de EE. UU. sobre el resto de la Florida española dieron lugar a la fallida guerra Patriota, que ocupó brevemente el puerto de Fernandina (1812). Además, en 1813 el ejército de Wilkinson ocupó Mobile. Todas estas acciones carecieron del apoyo de los amerindios de Florida a menos que hubieran sido reclutados a la fuerza o bajo falsas pretensiones.

## La primera guerra semínola 1814-1819
Las fechas de inicio y fin para la primera guerra semínola no se conocen con precisión. La Infantería del Ejército de los EE. UU. dice que duró desde 1814 hasta 1819. El Centro Histórico Naval de la Marina de los EE. UU. da las fechas de 1816-1818. Otro sitio de la Armada se refiere a dicha guerra desde 1817 a 1818. Por último, la unidad Historia del 1.er Batallón, 5.º de Artillería de Campaña describe la guerra como algo que ocurrió solo en 1818.

### Guerra Creek

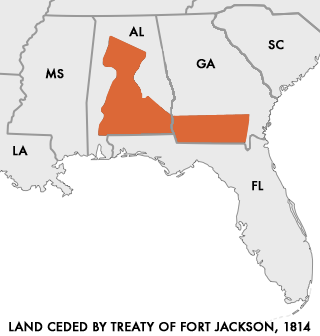
Regiones indígenas obtenidas por EE. UU. por el tratado del Fuerte Jackson (1814)

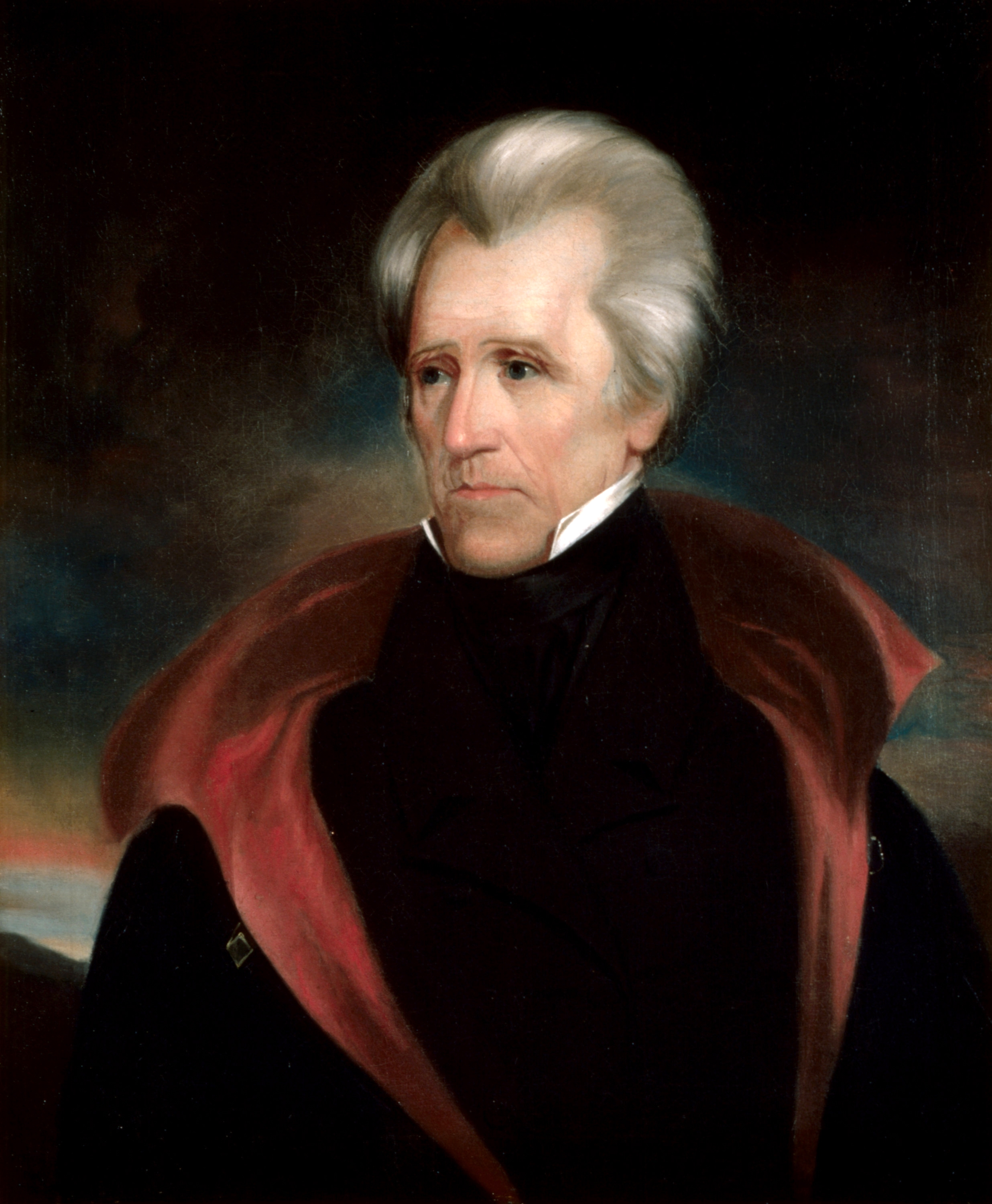
Andrew Jackson condujo una invasión de la Florida durante la primera guerra semínola.

Los EE. UU. emprendieron la guerra Creek (1813-1814) para obtener el control de la región de los creek o muscogui en el Territorio de Alabama (actual Alabama). La victoria del ejército de Andrew Jackson sobre los indígenas bastones rojos en la batalla de Horseshoe Bend (1814) le reportó una gran popularidad. Con el tratado de tratado del Fuerte Jackson (1814) los EE. UU. obtuvieron el control sobre una vasta región de los actuales Alabama y Georgia. Ante la nueva situación, un número significativo de creeks abandonaron estas regiones y se trasladaron en Florida española.

### Incursiones estadounidenses de Pensacola (1814) y fuerte de Negros (1816)

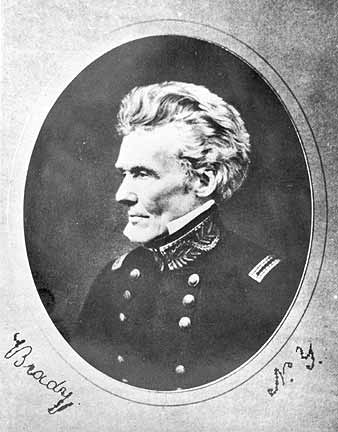
Fotografía de Edmund Pendleton Gaines.

Ante la inestabilidad causada por la guerra de Independencia de España (1808-1814) EE. UU. continuó con su política anexionista del territorio de La Florida, Mientras, Reino Unido ambicionó recuperar el control de la antigua colonia de Florida (1763-1783). Ambas naciones estaban enfrentadas en la guerra de 1812. En noviembre de 1814 el ejército de Andrew Jackson invadió Pensacola. La respuesta británica supuso la construcción del fuerte Negro o Gadsen (1814) en Prospect Bluff por los Royal Marines al mando de Edward Nicolls para suministrar armas a los semínolas, creeks y esclavos fugitivos contra la invasión de los EE. UU. Las campañas británicas para recuperar Mobile, perdida por España en 1813, y Pensacola fracasaron. Tras el tratado de Gante (1814) EE. UU. devolvió Pensacola a España. Las guarniciones británicas abandonaron Florida. 
La existencia del fuerte Negro como refugio de los esclavos fugitivos de Alabama y Georgia era desdeñada por los terratenientes de EE. UU. En julio de 1816 EE. UU. invadió nuevamente Florida con una flota que siguió el curso del río Apalachicola al mando de Edmund Pendleton Gaines para bombardear y arrasar el fuerte de Negros, causando la muerte a más de doscientos cincuenta de sus habitantes seminolas. Pese a las protestas del gobernador Mauricio de Zúñiga, EE. UU. reforzó el fuerte Scott (condado de Decatur, Georgia) en la frontera entre ambas naciones, al tiempo que se sucedían ataques violentos en la zona fronteriza por ataques y represalias entre los estadounidenses y los seminolas. La imagen distorsionada de indígenas violentos y terratenientes indefensos fue amplificada entre la sociedad estadounidense. 

### Ataque a los mikasukis de Fowlton (1817)
El 21 de noviembre de 1817 el general Gaines mandó desde el fuerte Scott una guarnición de 250 soldados para sofocar la revuelta en Fowltown (inmediaciones de Albany, Georgia) de los mikasukis liderados por el cacique Neamathla. Estos no aceptaban la soberanía estadounidense de su región al considerar que los mikasukis no estaban sujetos al tratado del Fuerte Jackson. Los mikasukis fueron derrotados y expulsados de sus tierras, considerándose esta acción la primera de guerra seminola según el informe del exgobernador de Gerogia David Brydie Mitchell al Congreso de los Estados Unidos.

### Invasión estadounidense de Florida (1818)
La presión estadounidense sobre la Florida española no cesó, repeliéndose en noviembre de 1817 la incursión de un barco de la marina de EE. UU. en río Apalachicola a la altura de Chattahoochee.Este ataque sirvió de pretexto para que el presidente James Monroe y el secretario de Guerra John C. Calhoun ordenaran la invasión de Florida. En diciembre de 1817 el ejército de Jackson evacuó de Fernandina, en la costa atlántica, a la República de las Floridas, estado títere promovido por los insurgentes mexicanos y los independentistas venezolanos.

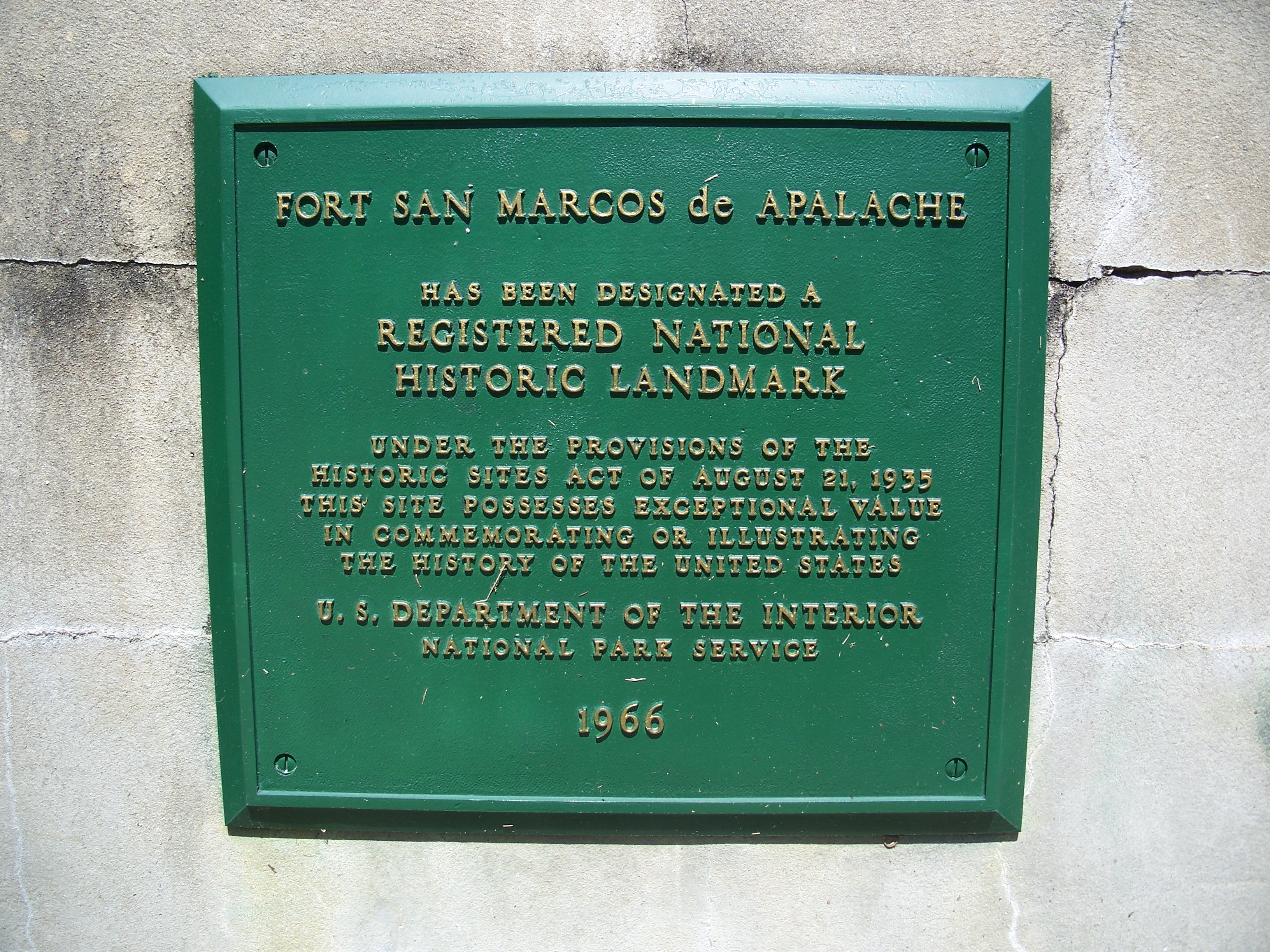
Hito Histórico Nacional del fuerte San Marcos de Apalache.

El 13 de marzo de 1818 Jackson invadió Florida por el río Apalachicola desde Nueva Orleans al mando 800 hombres de la armada estadounidense, 1000 voluntarios del Tennessee, 1000 milicianos de Georgia, y alrededor de 1400 guerreros aliados creeks.Ordenó levantar el fuerte de Gadsen sobre el antiguo fuerte de Negros, arrasado en 1816. El ejército fue enviado a la búsqueda de los pueblos mikasukis alrededor del lago Miccosukee. La ciudad india de Tallahassee fue arrasada el 31 de marzo, y la ciudad de Miccosukee fue tomada al día siguiente. Más de 300 hogares indios fueron destruidos. Jackson se dirigió entonces hacia el sur, llegando al presidio de San Marcos de Apalache el 6 de abril.En San Marcos de Apalache apresó y ejecutó al comerciante escocés de Bahamas inglesas Arbuthnot, y a los caciques maskoki Josiah Francis el Profeta y Homathlemico, quienes habían intentado la defensa de San Marcos por cuenta del Reino Unido. 
El ejército de Jackson prosiguió al suroeste más allá del mango de Florida, atacando en abril las regiones indígenas de los ríos Econfina y Suwannee, lugar de los Bastones Rojos. Casi cuarenta Bastones Rojos fueron ejecutados y más cien hechos prisioneros. Además, Jackson capturó y ejecutó en San Marcos a Robert Ambrister, marino británico infiltrado que armaba a los semínolas y semínolas negros para rechazar a los EE. UU. En mayo de 1818 Jackson dirigió un nuevo ataque a Pensacola con un ejército de mil hombres. El 28 de mayo de 1818 el ejército de Jackson ocupó de nuevo Pensacola, capital de Florida Occidental, ante las protestas del gobernador José Fascot. William King fue nombrado gobernador militar de Florida Occidental y fuerte Barrancas fue dotado con una guarnición de ciento setenta y cinco soldados. 

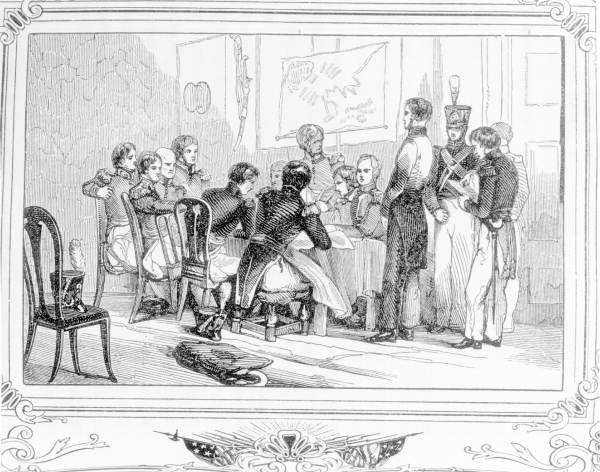
El juicio de Robert Ambrister durante la primera guerra semínola.

Aprovechando inestabilidad política causada por la guerra de Independencia de España y los costes de las guerras de Independencia Hispanoamericanas, el Secretario de Estado John Quincy Adams ejerció presión para la compra de La Florida a España. Para evitar confrontaciones diplomáticas con Gran Bretaña por la ejecución de los Ambrister y Arbuthnot en San Marcos, el Congreso ofreció una falaz reprobación de Jackson, a quien los ingleses acusaban de ser un nuevo Napoleón.
Estados Unidos obtuvo la soberanía de Florida por el tratado de Adams-Onís en febrero de 1819, dando fin a los trescientos años de la época de la Florida española.

## Entre Guerras
España cedió la Florida con el Tratado de Adams-Onís, y Estados Unidos tomó posesión de ella entre el 10 y el 17 de julio de 1821. Pero el gobierno eficaz todavía tardó en llegar. El general Andrew Jackson fue nombrado gobernador militar de la Florida en marzo de 1821, pero no llegó a Pensacola hasta julio de 1821. Renunció al cargo en septiembre de 1821 y regresó a casa en octubre, después de haber pasado solo tres meses en la Florida. Su sucesor, William P. DuVal, no fue nombrado hasta abril de 1822, y se fue a casa en Kentucky por una buena temporada antes de que finalizara el año. Otros cargos oficiales en el territorio tuvieron suertes similares con cada vez más ausencias.
Los semínolas seguían siendo un problema para el nuevo gobierno. A principios de 1822, el capitán John R. Bell, secretario provisional del territorio de la Florida y agente temporal de los semínolas, hizo un cálculo aproximado del número de indios en la Florida. Informó de la existencia de alrededor 22 000 indios, y 5000 esclavos en manos de estos. Se calculó que dos tercios de ellos eran refugiados de la Guerra Creek, sin ninguna pretensión válida (según los EE. UU.) sobre la Florida. Los asentamientos indios se encontraban en las zonas alrededor del río Apalachicola, a lo largo del río Suwannee, desde allí hacia el sur, hacia la pradera de Alachua, y luego hacia el suroeste hasta un poco al norte de la bahía de Tampa.
Los Oficiales de la Florida estaban preocupados desde el principio por la situación con los semínolas. Hasta que no se firmó el tratado por el que se establecía una reserva, los indios no sabían con seguridad dónde podían cultivar sus plantaciones y esperar poder recolectarlas, y tenían litigios con los blancos que ocupaban ilegalmente sus tierras. No había un sistema de concesión de licencias para los comerciantes y los comerciantes sin licencia suministraban a los semínolas con licores. Sin embargo, debido a la presencia a tiempo parcial y la frecuente rotación de los funcionarios del Territorio, las reuniones con los semínolas eran canceladas, pospuestas o, simplemente, a veces se fijaba una fecha y un lugar para una nueva reunión.

### Tratado de Moultrie Creek

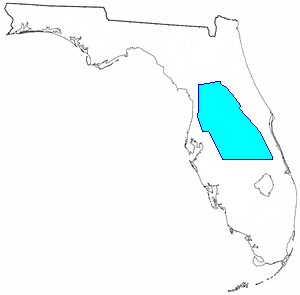
El Tratado de Moultrie Creek proporcionó una reserva en el centro de Florida para los Semínolas.

En 1823, el Gobierno finalmente decidió instalar a los Semínolas en una reserva en la parte central del territorio. Se fijó una reunión para negociar el tratado para principios de septiembre de 1823 en Moultrie Creek, al sur de San Agustín. Alrededor de 425 semínolas asistieron a la reunión, eligiendo a Neamathla como su principal representante. Bajo los términos del tratado negociado allí, los semínolas se vieron obligados a estar bajo la protección de los Estados Unidos y renunciar a todo derecho sobre las tierras de la Florida, a cambio de una reserva de alrededor de cuatro millones de acres (16 000 km2). La reserva estaría en el centro de la península de Florida desde el norte de la actual Ocala pasando por la línea que da con el extremo sur de la Bahía de Tampa. Las fronteras estaban bien al interior de ambas costas, para evitar el contacto con los comerciantes de Cuba y las Bahamas. A Neamathla y a otros cinco jefes, sin embargo, se les permitió mantener sus aldeas a lo largo del río Apalachicola.
En el marco del Tratado de Moultrie Creek, el gobierno de Estados Unidos estaba obligado a proteger a los semínolas, siempre que estos permanecieran tranquilos y respetasen la ley. El Gobierno debía distribuir aperos de labranza, ganado y cerdos a los semínolas, compensarlos por los viajes y las pérdidas involucradas en el traslado a la reserva y proporcionar raciones para un año, hasta que los semínolas pudiesen sembrar y cosechar nuevos cultivos. El Gobierno también debía pagar a la tribu 5000 dólares estadounidenses por año durante veinte años y proporcionar un intérprete, una escuela y un herrero durante veinte años. A cambio, los semínolas debían permitir la construcción de las carreteras que pasaran a través de la reserva y capturar a los esclavos o fugitivos y devolverlos a la jurisdicción de los Estados Unidos.

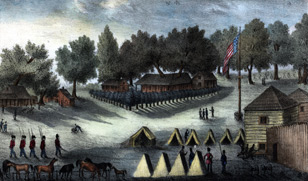
Cuarteles y tiendas de campaña en el Fuerte Brooke en la Bahía de Tampa.

La aplicación del tratado se estancó. El Fuerte Brooke, con cuatro compañías de infantería, se estableció en el sitio de la actual Tampa a principios de 1824, para mostrar a los semínolas que el Gobierno estaba determinado a moverlos en la reserva. Sin embargo, en junio de ese mismo año James Gadsden, quien fue el autor principal del tratado, y encargado de su aplicación, informó de que los semínolas no estaban contentos con el Tratado y esperaban poder renegociarlo. El temor de una nueva guerra se hizo presente y en julio, el gobernador DuVal movilizó a la milicia y ordenó a los jefes de Tallahassee y Mikasukee a reunirse con él en San Marcos. En esa reunión, ordenó a los semínolas pasar a la reserva a partir del 1 de octubre de 1824.
En octubre los semínolas todavía no había empezado a mudarse a la reserva. El gobernador DuVal comenzó a pagar una indemnización a los Semínolas por las comodidades que tenían que dejar, como un incentivo para mudarse. También tenía las raciones que se habían prometido enviar a Fuerte Brooke en la bahía de Tampa, para su distribución. Los semínolas, finalmente empezaron a mudarse a la reserva, pero al año, algunos de ellos empezaron a regresar a sus hogares entre los ríos Suwannee y Apalachicola. Aunque la mayoría de los Semínolas se encontraban en la reserva en 1826, pero se encontraban del todo bien. Tuvieron que aclarar y sembrar nuevos campos, e incluso aquellos que habían sido plantados fueron afectados por una sequía. Se informó de que algunos semínolas murieron de hambre. Tanto el coronel George M. Brooke, comandante de Fort Brooke, como el gobernador DuVal escribieron a Washington pidiendo ayuda para librar a los semínolas del hambre, pero las solicitudes se enredaron en un debate sobre si los semínolas deberían trasladarse al oeste del río Misisipi. Como resultado, no se hizo nada durante cinco meses para prestarles ayuda.

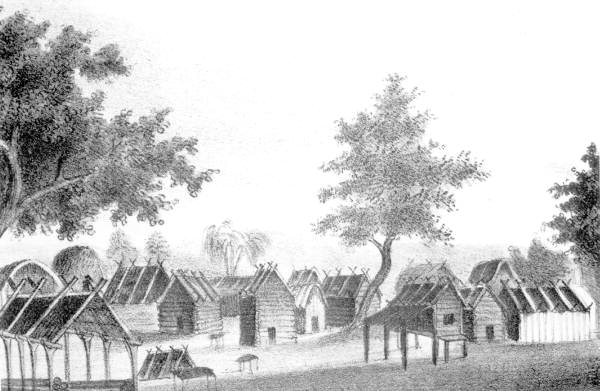
Una vista de un pueblo semínola donde se muestran las cabañas donde vivían antes de la irrupción de la segunda guerra semínola.

Los semínolas poco a poco se instalaron en la reserva, aunque hubo casos aislados de enfrentamientos con los blancos. El Fuerte King fue construido cerca de la reserva, en el sitio de la actual Ocala, y a principios de 1827 el Ejército informaba de que la convivencia era pacífica. Dicha paz duró cinco años, tiempo durante el cual hubo repetidos llamamientos a los semínolas para que se fueran al oeste del Misisipi. Los semínolas se opusieron a tal mudanza, y especialmente a la sugerencia de que se unieran a sus parientes Creek. La mayoría de los blancos consideraba a los semínolas simplemente como Creeks que se había trasladado recientemente a la Florida, mientras que los semínolas consideraban la Florida como su casa y negaron que tuvieran ninguna relación con los Creeks.
La situación de los esclavos fugitivos era una continua fuente de disputa semínolas y los blancos. Los semínolas y los cazadores de esclavos se disputaban la propiedad de los esclavos. Las nuevas plantaciones en Florida aumentó el número de esclavos que podía escapar hacia las tierras semínolas. Preocupado por la posibilidad de un levantamiento indio o una rebelión de esclavos, el gobernador DuVal pidió más tropas federales para la Florida. Sin embargo, el Fuerte King fue cerrado en 1828. La escasez de alimentos y la búsqueda de la caza cada vez más pobres en la reserva, hicieron que los semínolas, se alejaran de las reservas más de lo debido y con más frecuencia. Asimismo, en 1828, Andrew Jackson, el antiguo enemigo de los semínolas, fue elegido presidente de los Estados Unidos. En 1830, el Congreso aprobó la Indian Removal Act. Todos los problemas con los semínolas se solucionarían mudándolos hacia el oeste del Misisipi.

### Tratado de Payne's Landing
En la primavera de 1832, los Semínolas de la reserva fueron convocados a una reunión en la llanura de Payne cerca del río Oklawaha. El tratado que se negociaba allí pedía a los semínolas que se mudaran al oeste, si las tierras que se encontrase se consideraban adecuadas. Tenían que asentarse en la reserva Creek y formar parte de ellos. La delegación de los siete jefes que tenían que inspeccionar la nueva reserva no dejó Florida hasta octubre de 1832. Después de recorrer la zona durante varios meses y tratando con los Creek que ya se habían asentado allí, los siete jefes firmaron una declaración el 28 de marzo de 1833, en la que explicaban que la nueva tierra fue aceptable. A su regreso a Florida, sin embargo, la mayoría de los jefes renunciaron a la declaración, alegando que ellos no habían firmado o que habían sido obligados a firmar, y que en cualquier caso carecían del poder de decidir por todas las tribus y bandas que residían en la reserva. Los pueblos de la zona del río Apalachicola fueron más fáciles de convencer, sin embargo, y emigraron al oeste en 1834. 

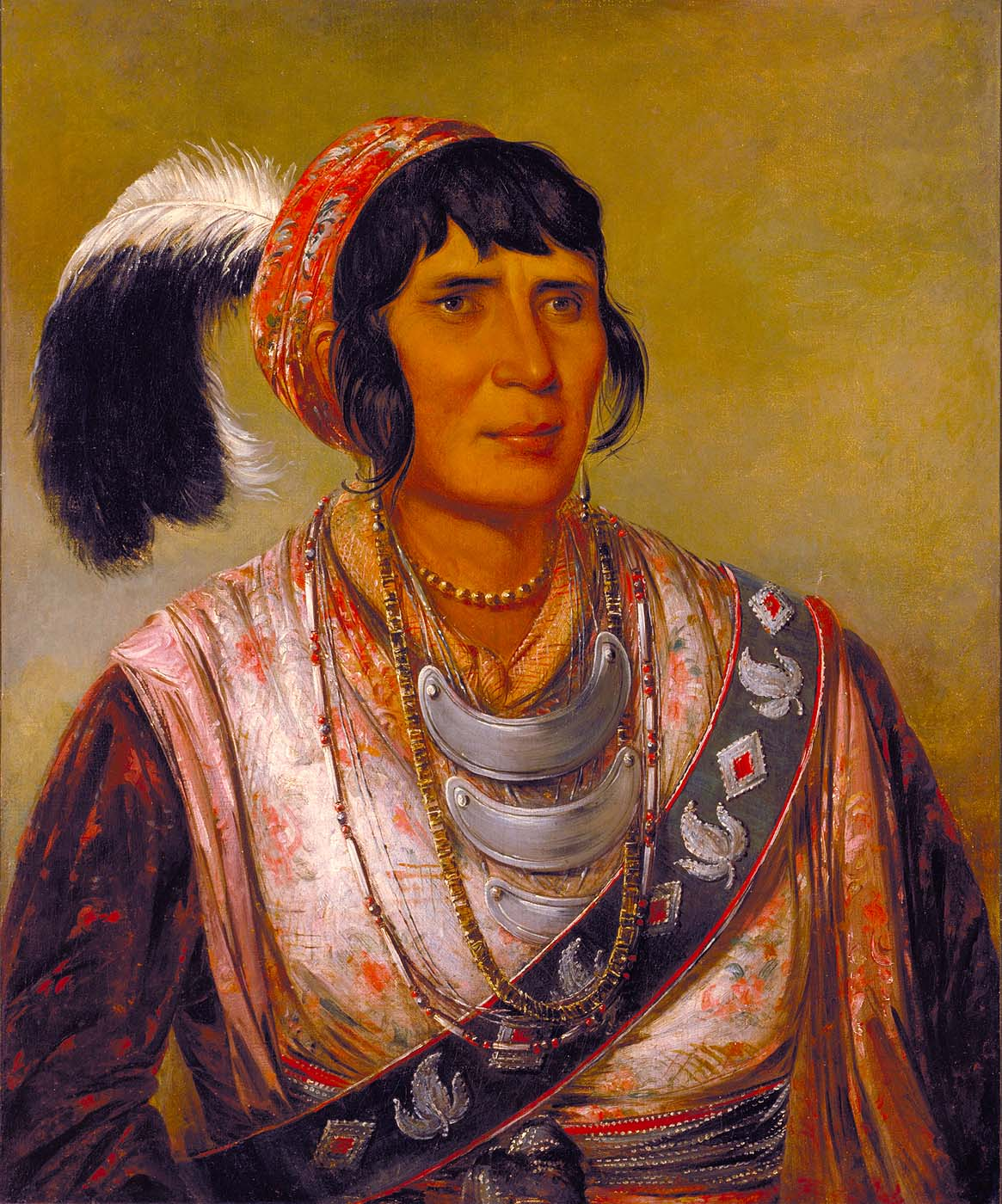
Osceola, Líder Semínola.

El Senado de los Estados Unidos finalmente ratificó el Tratado de Payne’s Landing en abril de 1834. El tratado dio a los Semínolas tres años para mudarse al este del Misisipi. El Gobierno interpretaba la fecha de inicio de la emigración en 1832 y esperaba que ya estarían todos allí en 1835. El Fuerte King fue reabierto en 1834. Ese mismo año se había elegido un nuevo agente Semínola, Wiley Thompson, y todo el trabajo de persuadir a los Semínolas recayó sobre él. Había llamado a todos los jefes a Fuerte King para discutir sobre el asunto de la mudanza en octubre de 1834. Pero los Semínolas le informaron que no tenían ninguna intención de mudarse y que ellos no se sentían ligados al tratado de Payne’s Landing. Fue entonces cuando Thompson pidió refuerzos para los Fuerte King y Brooke, informando que “los indios después de haber recibido las rentas anuales, habían adquirido una inusual cantidad de pólvora y plomo.” El general Clinch también advirtió a Washington de que los Semínolas no tenían ninguna intención de mudarse y que más tropas serían necesarias para forzarlos. En marzo de 1835, Thompson reunió a todos los jefes para leerles una carta que les dirigía Andrew Jackson en las que les decía: “Si os negáis a mudaros… os mandaré al oficial de mando para que os vayáis por la fuerza”. Los jefes pidieron 30 días para responder. Un mes más tarde los jefes comunicaron a Thompson que ellos no se irían al Este. Thompson y los jefes comenzaron a discutir y el general Clinch tuvo que intervenir para evitar el derramamiento de sangre. Finalmente, ocho de los jefes acordaron mudarse al oeste, pero pidió aplazar la emigración hasta finales de año; Thompson y Clinch aceptaron.
Cinco de los jefes Semínolas más importantes, incluido Micanopy de los Semínolas Alachua, no aceptaron mudarse. Como represalia, Thompson declaró que los jefes eran removidos de sus cargos. Como las relaciones con los semínolas se había deteriorado, Thompson prohibió la venta de armas y municiones a los semínolas. Osceola, un joven guerrero empezaba a ser conocido por los blancos, y le afectó mucho la prohibición, una sensación que le hizo sentir que los semínolas eran igual que los esclavos y dijo: "El hombre blanco no me hará negro. Haré del hombre blanco rojo de sangre; y luego lo difamaré al sol y la lluvia... y el halcón vivirá en su carne." A pesar de ello, Thompson consideraba Osceola como amigo y le dio un fusil. Poco después, sin embargo, cuando Osceola empezaba a causar problemas, Thompson lo encarceló en el Fuerte King durante una noche. Al día siguiente, con el fin de asegurar su liberación, Osceola se comprometió a acatar el Tratado Payne’s Landing y llevarse a sus seguidores.
La situación empeoró. El 19 de junio de 1835, un grupo de blancos en busca de ganado perdido se encontró con un grupo de indios sentados alrededor de una fogata donde cocinaban los restos de lo que ellos decían era uno de sus rebaños. Los blancos desarmaron y azotaron a los indios cuando llegaron otros indios y empezaron a disparar sobre ellos. Tres blancos fueron heridos, un indio muerto y otro herido, en lo que se conoce como la escaramuza de Hickory Sink. Cuando vieron que sus quejas al agente de los indios Thompson no tenían ninguna respuesta, los semínolas se convencieron de que no recibirían ninguna compensación por el tratamiento hostil de los blancos. Se cree que fue en respuesta por el incidente en Hickory Sink, en agosto de 1835, que el soldado Kinsley Dalton (a quien debe su nombre Dalton) fue asesinado por los semínolas, ya que era él quien llevaba el correo desde Fuerte Brooke a Fort King.
En noviembre de 1835 el Jefe Charley Emathla, no queriendo saber nada de guerras, aceptó mudarse y vendió todo su ganado en el Fuerte King como preparativo para trasladar a su gente al fuerte Brooke para emigrar al este. Este hecho fue considerado como alta traición por los otros semínolas que meses antes habían declarado en consejo que si algún jefe semínola vendía su ganado sería sentenciado a muerte. Osceola se encontró con Charley Emathla cuando volvía a su casa y lo mató, esparciendo sobre su cuerpo todo el dinero que había obtenido de la venta del ganado.

## Segunda guerra semínola
Florida empezó a prepararse para la Guerra ante la evidencia de que los Semínolas se negaban a mudarse. Los colonos huyeron hacia lugares más seguros ya que los Semínolas atacaron algunas plantaciones y a una caravana militar. Dos compañías, un total de 108 hombres bajo el mando del Mayor Francis L. Dade, fueron enviados como refuerzos desde el Fuerte Brooke al Fuerte King. El 28 de diciembre de 1835, los Semínolas tendieron una emboscada a los soldados y acabaron con el comando. Solo dos soldados regresaron al Fuerte Brooke y uno de ellos murió días más tarde como consecuencia de las heridas. Durante los siguientes meses los generales Clinch, Gaines y Winfield Scott, así como el gobernador territorial Richard Keith Call, enviaron un gran número de tropas en fútiles persecuciones a los Semínolas. Mientras tanto, los Semínolas continuaban en sus ataques a granjas aisladas, asentamientos, plantaciones y fuertes a lo largo de todo el Estado, incluso incendiaron el Faro de Florida. Problemas con el abastecimiento y un gran número de enfermedades durante el verano causaron que el ejército abandonara diversos fuertes.

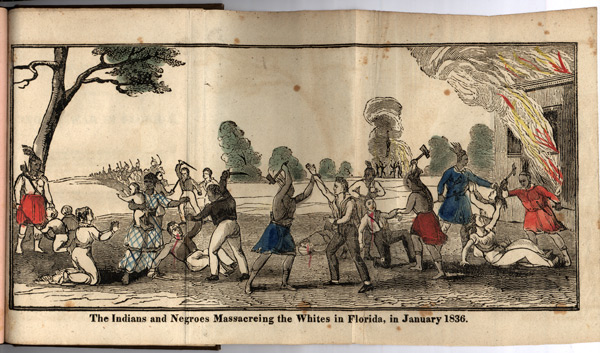
Grabado en madera “la verdadera y auténtica historia de la guerra de los indios en la Florida... (1836).

Andrew Jackson no era el único americano que se estaba cansando de la Guerra. Ethan A. Hitchcock estaba entre los que quedaba del partido Dade en febrero. En su diario escribió un relato inquietante del descubrimiento donde descargó su amargura sobre el conflicto:
“El Gobierno está equivocado y ésta es la causa principal de la oposición perseverante de los indios, que han defendido con nobleza su país en contra de nuestro intento de imponer un tratado fraudulento. Los indios han utilizado todos los medios para evitar una guerra, pero fueron obligados a ella por la tiranía de nuestro gobierno.”
El 21 de noviembre de 1836, en la Batalla de Wahoo Swamp, los Semínolas lucharon contra las fuerzas estadounidenses matando a David Moniac, el primer graduado en la academia de West Point nacido en América. Esta escaramuza fue clave para restaurar su confianza y demostró su capacidad para mantener sus posiciones en los bosques de la Florida en contra de sus antiguos enemigos: los creek y los colonos blancos.
Más tarde en 1836, el Mayor general Thomas Jesup fue puesto al comando de la guerra. Jesup trajo un nuevo enfoque a la Guerra. En lugar de mandar grandes columnas para tratar de obligar a los Semínolas a un único combate, los dividía. Esto requería una gran presencia militar en Florida y Jesup había conseguido reunir una fuerza de más de 9000 hombres bajo su mando. Más de la mitad eran voluntarios y milicianos. También incluía una brigada de marines, la Armada y un Servicio aduanero costero que controlaba la costa y los ríos.
En enero de 1837, hubo un cambio en la guerra. En diversas acciones, numerosos semínolas blancos y negros fueron muertos o capturados. A finales de enero, algunos jefes Semínolas enviaron mensajeros a Jesup para acordar una tregua. En marzo, una "capitulación" fue firmada por varios jefes, incluyendo Micanopy, que estipulaba que los Semínolas serían acompañados por sus aliados y "sus negros, su buena fe de propiedad", en su traslado al oeste. A finales de mayo, muchos de los jefes, incluyendo Micanopy, se habían rendido. Dos líderes importantes, Osceola y Sam Jones (a.k.a. Abiaca, Ar-pi-uck-i, Opoica, Arpeika, Aripeka, Aripeika), no se rindieron, sin embargo, se sabe que se opusieron con vehemencia a la reubicación. El 2 de junio los dos líderes con unos 200 seguidores entraron en la mal vigilada explotación del campamento del Fuerte Brooke y se llevaron los 700 semínolas que se habían rendido. La guerra empezó de nuevo y Jesup ya nunca volvería a confiar en la palabra de un indio. Por orden de Jesup, el General de Brigada Joseph Marion Hernández al mando de la expedición que capturó a varios líderes indios, incluyendo Coacooche (Lince), Osceola y Micanopy cuando se presentaron para conferenciar bajo una bandera blanca de tregua. Coacoochee y otros cautivos fueron capaces de escapar de su celda del Fuerte Marion en San Agustín, pero Osceola, no iba con ellos.
Jesup organizó un rastreo por toda la península con varias columnas, empujando a los Semínolas más al sur. El día de Navidad de 1837, el coronel Zachary Taylor con una columna de 800 hombres encontraron un grupo de unos 400 Semínolas en la orilla norte del Lago Okeechobee. Los Semínolas, liderados por Sam Jones, Lagarto y el fugitivo Coacoochee, estaban bien posicionados sobre una loma rodeado de malezas. El ejército de Taylor se acercó a un promontorio grande, con media milla de pantano frente a ella. Al otro lado de la loma estaba el Lago Okeechobee. Aquí la hierba tenía como cinco pies de alto. El barro y el agua tenían como tres pies de profundidad. Los caballos aquí no servían de nada. Estaba claro que los semínolas habían elegido bien el campo de batalla. Habían cortado la hierba para proporcionar un campo abierto de fuego y habían hecho muescas en los árboles para mantener en equilibrio sus fusiles. Sus exploradores se habían encaramado en la copa de los árboles para seguir cada movimiento de las tropas. A eso de las doce y media, el sol brillando alto en el cielo sobre sus cabezas, el aire quieto y en silencio, Taylor se moviò a sus tropas al centro de la ciénaga. Su plan era hacer un ataque directo en lugar de rodear a los indios. Todos sus hombres iban a pie. En primera línea estaban los voluntarios de Misuri. Tan pronto como estuvieron a tiro los indios abrieron fuego contra ellos. Los voluntarios se esparcieron, y su comandante, el coronel Gentry, fatalmente herido, no pudo reunirlos. Huyeron despavoridos al otro lado del pantano. Los combates entre las malezas fue letal para cinco compañías de la Sexta Infantería; todos los oficiales, excepto uno, y la mayoría de sus suboficiales resultaron muertos o heridos. Cuando lo que quedaba del regimiento se retiró a una corta distancia para volver a formarse, solo encontraron a cuatro hombres del total ilesos. Los semínolas fueron momentáneamente expulsados de la loma, escapando a través del lago. Taylor perdió 26 hombres y contó 112 heridos, mientras que las bajas semínolas fueron once muertos y catorce heridos. Sin embargo, la Batalla del Lago Okeechobee, fue aclamada como una gran victoria para Taylor y el Ejército.
A finales de enero, las tropas de Jesup alcanzaron un gran grupo de Semínolas al este del Lago Okeechobee. Estos estaban colocados en un principio en un promontorio, pero los cañones y cohetes les hicieron retroceder a través de un arroyo ancho, donde se construyeron otra defensa. Los semínolas simplemente se esfumaron, después de haber causado más bajas de las que recibieron y así terminó la Batalla de Loxahatchee. En febrero de 1838, los jefes semínolas Tuskegee y Halleck Hadjo se acercaron a Jesup con la propuesta de que dejarían de luchar si se les permitía permanecer al sur del Lago Okeechobee. Jesup acogió la idea pero tenía que escribir a Washington para su aprobación. Los jefes y sus seguidores acamparon cerca del ejército a la espera de la respuesta. Cuando el secretario de la guerra rechazó la idea, Jesup capturó a los 500 indios que estaban en el campo, y los envió hacia el Oeste.
En mayo, la solicitud Jesup de ser relevado del mando le fue concedida y Zachary Taylor asumió el mando de las fuerzas del Ejército en la Florida. Con la reducción de las fuerzas en la Florida, Taylor se concentró en mantener los semínolas de la Florida del Norte mediante la creación de muchos puestos pequeños a intervalos de veinte millas (30 km) cruzando el norte de Florida, conectados por una red de carreteras. La temporada de invierno fue bastante tranquila. Aunque los incidentes y escaramuzas continuaron, no hubo acciones importantes. En Washington y en todo el país, el apoyo a la guerra se estaba desvaneciendo. Mucha gente estaba empezando a pensar que los semínolas se habían ganado su derecho a quedarse en Florida. La guerra estaba lejos de terminarse y ya había costado cara. El presidente Martin Van Buren envió al comandante general del Ejército Alexander Macomb a que negociara un nuevo tratado. El 19 de mayo de 1839, Macomb anunció que habían llegado a un acuerdo. Los Semínolas dejarían de combatir a cambio de una reserva al sur de la Florida.
El verano pasaba y el acuerdo estaba estancado. El 23 de julio, unos 150 indios atacaron un puesto comercial en el Río Caloosahatchee que estaba custodiado por un destacamento de 23 soldados bajo el mando del Coronel William S. Harney. Algunos de los soldados, entre ellos el coronel Harney, fueron capaces de llegar al río y encontrar barcos para escapar, pero la mayoría de los soldados, así como varios civiles del puesto comercial, fueron asesinados. Muchos culparon a los indios "españoles", liderados por Chakaika, por el ataque. Pero otros sospechaban de Sam Jones, cuya banda de Mikasukis habían sido los que realmente habían llegado a un acuerdo con Macomb. Sam Jones prometió a su vez, que llevaría los hombres responsables del ataque a Harney dentro de 33 días. Antes de que el tiempo pasara, murieron dos soldados mientras visitaban el campamento de Sam Jones.
Buscando nuevas tácticas, el ejército se apoyó en los sabuesos para buscar indios, con pobres resultados. Los fuertes de Taylor y el sistema de patrulla en el norte de Florida mantuvo a los semínolas en movimiento, pero no pudo eliminarlos de la zona. En mayo de 1849, Zachary Taylor, habiendo servido más que cualquier otro comandante en la guerra de la Florida, se le concedió su solicitud de transferencia y fue sustituido por el General de Brigada Walker Keith Armistead. Este pasó inmediatamente a la ofensiva, haciendo campaña durante el verano. El ejército buscaban los campamentos ocultos de los Semínolas, quemando los campos, liberando los caballos, el ganado vacuno y los cerdos. A mediados del verano, el ejército había destruido 500 acres de los cultivos de semínolas.

La Armada empezó a adquirir un papel cada más importante en la guerra, con los marines e infantes de marina subiendo los ríos y pantanales de los Everglades. A finales de 1839 el teniente de la Marina John T. McLaughlin fue puesto al mando de un ejército conjunto de fuerza anfibia de la Marina para operar en la Florida. McLaughlin, estableció su base en isla de Tea Table Key en los Cayos de la Florida. Viajando desde diciembre de 1840 a mediados de enero de 1841, las huestes de McLaughlin cruzaron los Everglades de este a oeste en canoas, el primer grupo de blancos en completar la travesía.

### Cayo Indio
Cayo Indio es una pequeña isla en los Cayos de la Florida. En 1840 era la sede del condado del recién creado Condado de Miami-Dade y de un puerto destrozado. El 7 de agosto de 1840 por la mañana temprano, un gran grupo de indios “españoles” entraron a escondidas en el cayo indio. Por casualidad, un hombre que estaba despierto los vio y dio la alarma. De las 50 personas que vivían en la isla, alrededor de 40 consiguieron escapar. Entre los muertos estaban el Dr. Henry Perrine, ex representante de los Estados Unidos en Campeche, México, que estaba esperando en Cayo Indio hasta que fuera seguro tomar posesión de los las 36 millas cuadradas (93 km2) en el continente que el Congreso le había garantizado.
La base naval de Tea Table Key estaba habitada solamente por un médico, sus pacientes y cinco marinero y un guardiamarina que cuidaba de ellos. Este pequeño contingente montó en un par de cañones en barcazas y trató de atacar a los indios de Cayo Indio. Los indios respondieron con disparos a los marineros con el cañón desde la orilla. El reculo de los cañones hizo que se soltaran las barcazas, tirando los marineros agua y tuvieron que retirarse. Los indios quemaron los edificios de la Cayo Indio. En diciembre de 1840, el coronel Harney a la cabeza de noventa hombres encontró el campamento Chakaika en lo más Escondido de los Everglades. Chakaika fue asesinado y algunos de sus hombres ahorcados.

### Los vientos de guerra se calman
A Armistead le habían proporcionado 55 000 dólares para que sobornara a los jefes para que se rendieran. Echo Emathla, un jefe tallahassee se rindió, pero la mayoría de los Tallahassee, bajo la guía de “Cola de Tigre” no lo hicieron. Coosa Tustenuggee al final aceptó 5000 dólares para poder traer a sus 60 personas. Jefes menores recibieron 200 USD y cada guerrero recibió 30 dólares y un rifle. En la primavera de 1841, Armistead había enviado la totalidad de 450 semínolas al oeste. Otros 236 estaban en el Fuerte Brooke esperando a ser trasladados. Armistead estimaba que unos 120 guerreros fueron trasladados durante su mandato y que no quedaban más de 300 guerreros en Florida.
En mayo de 1841 Armisted fue reemplazado por el coronel William Jenkins Worth, un comandante de las fuerzas armadas de la Florida. Ya que la nación y el Congreso no eran partícipes de una guerra, Worth tuvo que retroceder. Alrededor de 1000 civiles voluntarios del ejército fueron dados de baja y se dieron órdenes menores. Worth ordenó a sus hombres que “salieran a la búsqueda y destruyeran” las misiones durante el verano, lo que efectivamente dirigió fuera de la Florida a muchos de los semínolas que quedaban.
Las continuas presiones del ejército estaban surtiendo efecto. Algunos grupos de semínolas se rendían para salvarse de morir de hambre. Otros fueron detenidos cuando llegaban para negociar la rendición, incluyendo, por segunda vez, Coacoochee. Solo un gran soborno aseguró la cooperación de Coacoochee para que persuadiera a los otros a rendirse.
El coronel Worth recomendó a principios de 1842 que se dejara en paz al resto de los semínolas y fue autorizado a dejarlos en una reserva no oficial en el sudeste de la Florida y declaró el final de la Guerra el 14 de agosto de 1842. En ese mismo mes el Congreso aprobó la Ley de la Ocupación Armada, la cual ofrecía tierra a los colones que trabajasen la tierra y estuvieran preparados para defenderse a sí mismos de los indios. A finales de 1842, los indios que todavía vivían fuera de la reserve del sudeste de la Florida fueron rodeados y deportados al oeste. En abril de 1843 la presencia de la Armada en Florida fue reducida a un regimiento. En noviembre de 1843, Worth informó que solo quedaban en Florida unos 95 hombres y 200 mujeres y niños que vivían en la reserva y ya no constituían una amenaza.

### Secuelas
La segunda guerra semínola costó algo así como 40 000 000 dólares. Más de 40 000 militares regulares de EE. UU., milicianos y voluntarios sirvieron en la guerra. Esta Guerra india le costó la vida a 1500 soldados, sobre todo debido a las enfermedades además de las muchas vidas de indios y sus hogares. Se estima que murieron más de 300 soldados de la milicia regular, la armada y cuerpos de marines murieron en acción junto con 55 voluntarios. No ha quedado ningún registro sobre el número de muertos de los semínolas. La mayoría murió por enfermedades o de hambre en la Florida, durante el viaje hacia el oeste e incluso después de haber llegado a territorio indio. Un número desconocido pero se cree que bastante grande de civiles blancos fueron asesinados por los semínolas durante la guerra.

## Segundo período de entreguerras

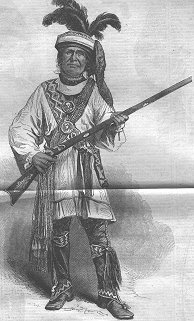
Billy Bowlegs, 1858.

La Paz había llegado a la Florida. La mayoría de los indios estaban en la reserva. Grupos de diez más o menos visitaban Tampa de vez en cuando para comerciar y emborracharse. Los colonos ilegales, sin embargo, se acercaban cada vez más a la reserva y en 1845 el presidente James Polk estableció una zona neutral de frontera a la reserva de unas 20 millas (30 km). Ninguna pretensión de tierra podía hacerse en esa zona, ningún título de propiedad se daría en esa zona y el Cuerpo de Alguaciles de Estados Unidos se encargaría de que ello no sucediera bajo petición. En 1845, Thomas P. Kennedy, que tenía una tienda en el Fuerte Brooke, convirtió su pescadería en Pine Island en un punto de comercio para los indios. La cosa no funcionó sin embargo, ya que los blancos que vendían whisky a los indios les decían que si iban a la tienda de Kennedy los harían prisioneros.
Las autoridades de Florida presionaban continuamente para que todos los indios fueran sacados de allí. Los indios por su parte trataron de limitar sus contactos lo más posible con los blancos. En 1846, el capitán John T. Sprague fue el designado de encargarse del asunto indio. Tuvo grandes dificultades para entrevistarse con los jefes ya que se habían vuelto muy desconfiados porque más de una vez habían sido capturados cuando iban a hablar con el ejército bajo la bandera blanca de tregua. Al final pudo entrevistarse con todos los jefes en 1847 mientras investigaba un informe sobre un ataque a una granja. Informó que los indios en Florida por entonces consistían en 120 guerreros, incluyendo 70 semínolas en la banda de Billy Bowlegs, 30 Mikasukis en la de Sam Jones, 12 Creeks en la the Chipco, 4 Yuchis y 4 Chocktaws. También estimó que había alrededor de 100 mujeres y 140 niños.

### Ataques Indios
El punto de venta de Pine Island se quemó en 1848; en 1849 a Thomas Kennedy y a su nuevo socio, John Darling, les dieron permiso para abrir un punto de comercio en lo que es ahora Paynes Creek, cerca del afluente del Río Paz. Una banda de indios vivía fuera de la reserva por aquella época. Eran conocidos como los “forasteros” y estaban formados por 20 guerreros bajo el mando de Chipco, formados por cinco Muscogees, siete Mikasukis, seis semínolas, un Creek y un Yuchi. El 12 de julio de 1849, cuatro miembros de esta banda atacó una granja cerca del Río Indio justo al norte del Fuerte Pierce, matando a un hombre e hiriendo a otro y a una mujer. La noticia de este ataque causó que la mayoría de la población de la costa este de la Florida se fueran hacia San Agustín. El 17 de julio, cuatro de los “forasteros” más otro hombre que no había participado en el asalto al río Indio, atacaron el punto de venta de Kennedy y Darling. Dos trabajadores de la venta y el capitán Payne murieron, otro trabajador y su esposa resultaron heridos mientras intentaban esconder a sus hijos.
El Ejército de los EE. UU. no estaba preparado para trabar batalla con los indios. Tenía pocos hombres en Florida y ningún medio para moverse rápidamente para poder proteger a los colonos blancos y capturar a los indios. El Departamento de Guerra empezó a reunirse en Florida, poniendo al Mayor David E. Twiggs al mando, mientras el Estado puso a dos compañías de voluntarios a que hicieran guardia a los asentamientos. El capitán John Casey, que era el encargado de trasladar a los indios al oeste, pudo concertar una reunión entre el general Twiggs y varios líderes indios en el Puerte de Charlotte. En dicha reunión, Billy Bowlegs prometió, con el consentimiento de los demás líderes, que entregaría a los responsables de los ataques en menos de 30 días. El 18 de octubre, Bowlegs entregó a tres de los hombres a Twiggs junto con las manos cortados de otros que habían sido asesinados mientras intentaban escapar. El quinto hombre fue capturado pero se escapó.
Después que Bowlegs entregase a los tres asesinos, el general Twiggs les dijo a los indios para su incredulidad y desesperación, que había recibido órdenes de trasladarlos fuera de la Florida. El Gobierno llevaría a cabo tres tácticas para ello. El Ejército en la Florida se incrementó en 1500 hombres. Cien mil dólares se estanciaron para sobornar a los indios para que se fueran. Y finalmente, una delegación de Jefes Semínolas vino desde el territorio indio para que tratara con la contraparte en Florida. Un jefe menor de los Mikasuki, Kapiktoosootse, consintió liderar la salida de su pueblo hacia el oeste. En febrero de 1850, 74 indios embarcaron hacia Nueva Orleáns. Les habían pagado un total de 15 953 dólares en sobornos y como compensación por las tierras que dejaban en Florida. Pero hubo una serie de incidentes que oscurecieron las relaciones poco después. Un Muskogee y un Mikasuki que habían ido a tratar al mismo tiempo que Kapiktoosootse y su banda se estaban rindiendo cuando fueron involuntariamente embarcados hacia Nueva Orleáns junto con los otros. En marzo un destacamento armado de la Séptima Caballería entró en la reserva. Como resultado, los otros indios rompieron todo contacto con los negociadores. En abril, Twiggs informaba a Washington que ya no había esperanza de convencer a más indios a que se fueran.
En agosto de 1850, un huérfano que vivía en una granja en el norte de la Florida central parece que fue asesinado por los indios. Al final muchas quejas sobre el incidente llegaron a Washington lo que hizo que el Secretario para la Guerra ordenara la entrega de los indios responsables; si no, el presidente consideraría a todos los indios responsables. El capitán Casey consiguió ponerse en contacto con Bowlegs y acordaron una cita para abril. Bowlegs prometió entregar a los indios responsables, aunque los que lo habían hecho pertenecían a la banda de Chipco sobre la cual él no tenía autoridad alguna. Chipco decidió entregar a tres hombres como si fueran los posibles asesinos, y fueron arrestados cuando entraron a comerciar en Fort Myers. Una vez en la cárcel, los tres clamaron su inocencia, diciendo que ellos no les gustaban a Chipco y que otros hombres de su banda eran los verdaderos asesinos y el capitán Casey les creyó. Los tres hombres intentaron escapar de su cárcel en Tampa pero fueron capturados de nuevo. Más tarde fueron encontrados ahorcados en su celda. Uno fue encontrado vivo pero no lo descolgaron hasta el día después cuando ya estaba muerto. Más tarde se descubrió que el encargado de encadenar a los tres hombres era el suegro de un hermano de uno de los hombres que habían sido asesinados en la tienda de Kennedy y Darling en 1849 (la masacre de Paynes Creek).

### Nuevos movimientos indios
En 1851, el general Luther Blake fue encargado por el secretario del interior de enviar los indios hacia el Este. Había tenido cierto éxito en la remoción de los Cherokees de Georgia y seguramente era el indicado para hacer lo mismo con los Semínolas. Tenía fondos para pagar por cada adulto varón 800 dólares y por cada mujer y niño 450 dólares. Fue al territorio indio en busca de intérpretes y volvió a Florida en marzo de 1852. Se adentró en el territorio y se entrevistó con todos los jefes indios y hacia julio tenía dieciséis indios para enviar al Este. Como encontró resistencia con Billy Bowlegs, que insistía en quedarse en Florida, Blake lo cogió junto con otros jefes indios y los llevó a Washington. El Presidente Millard Fillmore obsequió una medalla a Bowlegs, y él y otros tres jefes fueron persuadidos para que firmaran un compromiso para dejar la Florida. A los jefes les llevaron en tour que incluyó Baltimore, Filadelfia y Nueva York. A su llegada a la Florida los jefes repudiaron el acuerdo que habían firmado en Washington. Blake fue expulsado en 1853 y el capitán Casey fue llamado de nuevo llamado a ocuparse de la expulsión de los indios de la Florida.
En enero de 1851, las leyes de la Florida habían creado una posición de comandante de la Milicia de Florida, y el gobernador Thomas Brown designaron Benjamín Hopkins a tal rango. Los dos años siguientes, la Milicia de Florida persiguieron a los indios que se encontraban fuera de las fronteras de las reservas. Durante este periodo la milicia capturó un hombre, pocas mujeres y 140 perros. Una mujer india se suicidó mientras estaba en manos de la milicia después que el resto de su familia escapase. Toda la operación le había costado 40 000 dólares a los Estados Unidos.
Las presiones que ejercían las autoridades de Florida impulsó al gobierno federal a tomar medidas. El capitán Casey mientras tanto intentaba persuadir a los semínolas para que se mudaran hacia el Este pero no tenía suerte. Envió a Bowlegs y unos cuantos más a Washington otra vez, pero los jefes rechazaron la propuesta de mudanza. En agosto de 1854, el Secretario para la Guerra Jefferson Davis inició un programa para forzar a los semínolas a un conflicto final. El plan incluía un embargo a los indios, la inspección y venta de tierras del sur de la Florida, una mayor presencia del ejército para proteger a los nuevos colonos. Davis anunció que si los indios no querían irse, el ejército usaría la fuerza para ello.

## Tercera guerra semínola

### Aumento de la presencia del Ejército y ataques indios
A finales de 1855 había más de 700 hombres de las tropas del ejército estacionados en la península de la Florida. Más o menos al mismo tiempo los semínolas decidieron que contraatacarían a la continua presión a la que estaban sometidos cuando la ocasión se presentara. Se supone que Sam Jones fue el instigador de esta decisión; Se dice que Chipco estaba en contra de ella. El 7 de diciembre de 1855, el Primer Teniente George Hartstuff, que había liderado patrullas al interior de las reservas, dejó el Fuerte Myers con diez hombres y dos vagones. No encontraron semínolas pero sí tres campos de grano y tres pueblos desiertos incluyendo el de Billy Bowlegs. En la tarde noche del 19 de diciembre, Hartsuff les dijo a sus hombres que al día siguiente estarían de vuelta al Fuerte Myers. A la mañana siguiente, cuando estaban cargando los vagones y ensillando los caballos, cuarenta semínolas liderados por Billy Bowlegs atacaron el campamento. Varios soldidos fueron heridos incluyendo el teniente Hartsuff que había conseguido esconderse. Los semínolas mataron y escapelaron cuatro hombres, mataron a las mulas cargadas en el vagón, saquearon y quemaron los vagones y se llevaron varios caballos. Solo siete hombres regresaron al Fuerte Myers.
Cuando la noticia del ataque llegaron a Tampa, los hombres se organizaron seleccionando nuevas milicias, las cuales marcharon por el valle del río Peace, reclutando más hombres y defendiendo algunos fuertes a lo largo del río. El Gobernador James Broome organizó tantas compañías de voluntarios como pudo. Como el Estado tenía fondos limitados, intentó que el ejército aceptaran a los voluntarios. El Secretario para la Guerra Jefferson Davies aceptó dos compañías de infantería tres compañías montadas, alrededor de 260 hombres. El Gobernador Broome mantuvo otros 400 hombres movilizados bajo el control del Estado. Ambas tropas fueron parcialmente armadas y abastecidas con donaciones privadas. El general Jesse Carter fue designado por el gobernador Broome como " el agente especial... sin rango militar " para liderar las tropas estatales. Carter puso a la mitad de las tropas estatales al cuidado de las cosechas y tan solo 200 de sus hombres estaban disponibles para las patrullas. Un periódico de Tampa notó que las patrullas montadas preferían patrullar en campo abierto, que era más fácil para los caballos, pero esto permitía a los Semínolas verlos venir.
El 6 de enero de 1856, dos hombres que recogían yuquilla de ratón al sur del Río Miami fueron asesinados. Los colonos se refugiaron en el Fuerte Dallas y el Cayo Vizcaíno. Una partida de aproximadamente veinte Semínolas lierados por Ocsen Tustenuggee atacó una patrulla de corte de leña fuera de la Fortaleza Denaud, matando a cinco hombres. Aunque la zona estaba defendida por milicianos, los semínolas hacían incursiones a lo largo de la costa sur de la bahía de Tampa. Mataron a un hombre y quemaron una casa en lo que ahora es Sarasota y el 31 de marzo de 1856 intentaron atacar el “Castillo Braden”, la plantación del Dr. Joseph Braden, en la actual Bradenton. El “castillo” estaba muy bien protegido, pero incluso así consiguieron llevarse a siete esclavos y tres mulos. Sobrecargados con los prisioneros y el botín, los semínolas no se movían muy deprisa. Mientras hacían un alto en el camino para comer en Big Charley Apopka Creek los milicianos consiguieron alcanzarles. La milicia mató a dos semínolas, recapturaron sus esclavos y los mulos. La cabellera de uno de los dos semínolas fue expuesta en Tampa y la otra en Manatee.

En abril, el Ejército regular y los milicianos patrullaron alrededor y dentro de la reserva, pero no encontraron semínola alguno. Tuvo lugar ua batalla de seis horas cerca de la ciudad de Bowlegs saldándose con cuatro regulares muertos y tres heridos antes que los semínolas se retirasen. Éstos continuaron con sus pequeñas incursiones e el estado. El 14 de mayo de 1856, quince semínolas atacaron la granja del capitán Robert Bradley al norte de Tampa asesinando a dos de sus hijos. Bradley en cambio mató a uno de los semínolas. Se supone que Bradley era un objetivo de los semínolas porque había matado al hermano de Tigre Tail durante la segunda guerra semínola. El 17 de mayo, los semínolas atacaron un tren en la Florida Central, matando tres hombres. El correo y el servicio de pasajeros fue suspendido en Tampa hasta que los militares pudieron proteger la zona.
El 14 de junio de 1856 atacaron una granja a dos millas del Fuerte Meade. Los habitantes pudieron refugiarse dentro y contuvieron el ataque. Los disparos se oyeron en el fuerte Meade y siete milicianos de la compañía montada respondieron. Tres de ellos murieron y otros dos fueron heridos. Algunos milicianos fueron a la caza de los semínolas pero tuvieron que retirarse ya que la lluvia mojó la pólvora. El 16 de junio, veinte milicianos del fuerte Fraser sorprendió a un grupo de semínolas a lo largo del río Peace matando a algunos de ellos. Los milicianos se retiraron después de perder a dos de sus hombres y otros tres heridos. Dijeron que habían matado a veinte semínolas pero los indios admitieron solo la muerte de cuatro de ellos y tres heridos. Sin embargo, murió Ocsen Tustenuggee, aquel que parecía ser el cabecilla de los ataques contra los asentamientos.
Los habitantes de la Florida empezaban a desilusionarse de los milicianos. Se quejaban de que los milicianos pretendían patrullar solo durante un día o dos y luego regresaban a sus campos, que eran dados a la vagancia, borracheras y robos. Los oficiales no presentaban los informes necesarios. Y lo más importante, los milicianos habían fracasado en la protección de los colonos.

### Nueva estrategia
En septiembre de 1856 el general de brigada William S. Harney regresó a Florida como comandante de las tropas federales. Recordando las lecciones aprendidas en la segunda guerra semínola puso en pie un sistema de fuertes a lo largo de la frontera de la Florida y las patrullas se adentraban en el territorio semínola. Planeó confinarlos a las marismas del Big Ciprés y a los Everglades, porque creía que allí no podrían sobrevivir. Se presume que pudo capturar a los indios porque salieron de las marismas en busca de espacios secos que poder cultivar. Parte del plan de Harney implicó el uso de botes para llegar a las islas y otras áreas secas en los pantanos. Intentó ponerse en contacto con ellos pero sin resultado. A principios de enero de 1857, ordenó a sus tropas a perseguir enérgicamente a los indios. Pero el plan de Harney dio pocos resultados y fue transferido junto con la Quinta Infantería a Kansas para ayudar en los levantamientos en abril.
El coronel Gustaus Loomis reemplazó al general Harney como comandante de la Florida, pero la retirada de la Quinta Infantería lo dejó solo con diez compañías del al Cuarta Artillería, que al final fue reducida tan solo a cuatro. Loomis organizó a sus voluntarios en compañías de “botes” a los que llamaron “botes de cocodrilo” que se habían construido para su uso específico en las incursiones anteriores a las marismas de Big Ciprés y los Everglades. 37 pies de largo (9 m) terminado en punta en ambas extremidades, de dos a tres pies de profundidad (0.7m), los botes podían llevar hasta 16 hombres. Eran capaces de capturar bastantes hombres, sobre todo mujeres y niños. Los regulares no conseguían hacerlo mejor. Algunos oficiales, incluyendo el capitán Abner Doubleday, observaron que los semínolas evitaban las patrullas del ejército y lo atribuyeron a que la mayoría de los nuevos enrolados eran inmigrantes recién llegados que no tenían ninguna destreza en la carpintería.
En 1857 diez compañías de la milicia de Florida fueron llamados al servicio federal, totalizando casi un total de 800 hombres en septiembre. En noviembre estas tropas capturaron dieciocho mujeres y niños de la banda de Billy Bowleg. Las tropas también encontraron y destruyeron varias ciudades y cultivos. Avanzaron hacia la marisma de Big Ciprés el Día de Año Nuevo de 1858, siempre destruyendo las ciudades y cultivos que se encontraban por el camino. Otra delegación del territorio de los indios llegaron a la Florida en enero y trató de ponerse en contacto con Bowlegs. Las tropas descansaban mientras se realizaban los contactos. El año anterior a los semínolas les habían dado su propia reserva separada de los territorios de los Creek. Se prometió un premio de 500 dólares a cada guerrero (más a los jefes) y 100 dólares a cada mujer. El 15 de marzo las bandas de Bowlegs y Assinwar aceptaron la oferta y se fueron al oeste. El 4 de mayo un total de 163 semínolas (incluyendo a los que había sido capturados anteriormente) zarparon hacia Nueva Orleáns, y el 8 de mayo de 1858 el coronel Loomis declaró el final de la guerra.